# Ees (Drenthe)
Ees – wieś w Holandii, w prowincji Drenthe, w gminie Borger-Odoorn.